# Oecleus excavata
Oecleus excavata är en insektsart som beskrevs av Ball 1902. Oecleus excavata ingår i släktet Oecleus och familjen kilstritar. Inga underarter finns listade i Catalogue of Life.